# HIC (hockeyclub)
HIC is een hockeyclub uit Amstelveen die in 1946 is opgericht vanuit het Jezuïetencollege in Amsterdam. Heren 1 speelt in seizoen 22/23 overgangsklasse en Dames 1 Promotieklasse.

## Geschiedenis
Vlak na de oorlog, op 8 september 1946, werd de rooms-katholieke Hockey vereniging Ignatius College opgericht als schoolclub van het gelijknamige Jezuïetencollege aan de Hobbemakade in Amsterdam. Decennialang bestond er een innige band met de school die als hofleverancier fungeerde voor de jongens-elftallen van HIC. Ook meisjes werden in een vroeg stadium toegelaten, voor het merendeel van het Fons Vitae Lyceum aan de Reinier Vinkeleskade. In de jaren ’70 en ’80 van de vorige eeuw werd de band met het Ignatius steeds losser en uiteindelijk volledig verbroken. Nu herinnert alleen de naam en de wolf in het wapen aan het Rijke Roomsche Verleden van de club.
Oorspronkelijk speelde de club op een paar velden die net buiten Amsterdam lagen, in de toen nog lege ruimte tussen Buitenveldert en Amstelveen. Vlak bij de plaats waar nu Uilenstede staat. In 1961 wilde de gemeente die grond graag voor woningbouw gebruiken en kon samen met de zustervereniging RKAVIC en met steun van de gemeente een veel groter terrein aan de Oranjebaan worden gekocht. Geleidelijk zijn er een sporthal en tennis-, beachvolleybal-, voetbal- en hockeyvelden verschenen. Het complex draagt anno 2017 de naam Sportpark Escapade en de club speelt er nog steeds.

## Oorsprong logo en tenue

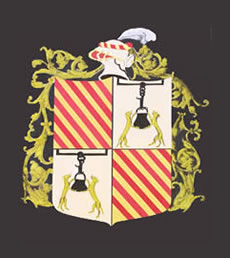
Wapenschild van de familie Loyola

Het wapenschild van HIC is afkomstig van een wolvenpot. Dit wapenschild gaat terug op de oorsprong van de club als hockeyvereniging van het Ignatius College. De wolvenpot was het familiewapen van de Spaanse familie Loyola, waaruit de stichter van de jezuïetenorde (St. Ignatius) is voortgekomen. Het wapen staat voor kracht, gastvrijheid en vrijgevigheid.
Het wapenschild van de familie Loyola is verdeeld in twee delen. Het eerste deel bestaat uit twee grijze wolven op een witte achtergrond met een ketel die aan een ketting hangt tussen hen in. Het Spaanse woord voor “wolf” is “lobo” en “olla” is een pot. Een wolf en een pot maakt dus “lobo-y-olla”, wat vereenvoudigd werd tot Loyola. Het is dus een sprekend wapen.
Het tweede gedeelte is de divisie van het huis van Onaz, familie van vaderszijde. Hier staan zeven roden banen op een gouden ondergrond afgebeeld. Dit was een teken van grote eer, aangezien Alfons XI van Castilië de familie Onaz in 1332 de permissie gaf om deze zeven banden te dragen/gebruiken op hun familie wapen. Ze verdiende deze eer door de getoonde moed van zeven helden uit de familie die zichzelf bewezen in de "Slag van Beotibar" in 1321. Bij deze slag versloegen de Spanjaarden 70.000 Franse, Navarezen en Gascons die probeerden Guipuzcoa terug te veroveren.
Met het wapen werd verwezen naar de vrijgevigheid van de familie Loyola in feodale tijden. Naar men zegt, was de familie zo grootmoedig aan zijn volk en soldaten dat zelfs de lokale wolven nog een feestelijke maaltijd vonden nadat het volk en de militairen hun eten hadden gegeten. In het logo van HIC is er nog maar een wolf overgebleven.
Het clubtenue van HIC is oranje, wit en zwart. Het shirt is oranje met witte banen, de broek is zwart en de kousen zijn oranje/wit. Die kleuren zijn terug te voeren op het koningshuis (oranje), het Vaticaan (wit) en de jezuïeten (zwart). De verschillende kleurbanen komen uit het oorspronkelijke logo van de familie Loyola.